# 馬特·潘姆
马特·潘姆（Mart Poom，1972年2月3日—），是愛沙尼亞前足球守門員。他最後為國家上陣時是2009年6月10日愛沙尼亞0-0戰平葡萄牙，現在作為守門員教練，專注在阿仙奴和愛沙尼亞。

## 球會生涯
潘姆於自己的祖國愛沙尼亞展開他的職業生涯，1994年轉戰英格蘭聯賽，但只有7次上陣機會，及後更被租借回愛沙尼亞聯賽。
1997年，潘姆加盟打比郡，成為當時球迷的至愛。
2002年，潘姆協助打比郡成功護級，2003年被租借到新特蘭，但一直受到傷患困擾。
2005年8月，阿仙奴由於當時球隊守門員列文受傷，租借潘姆作為第三號守門員，並在2006年1月永久轉會至阿仙奴。
阿仙奴成功進入2005–06年歐洲冠軍聯賽決賽，同時潘姆成為首位愛沙尼亞球員能進入歐洲冠軍聯賽決賽，潘姆並沒有在該場比賽出場，雖然阿仙奴最落敗，但由於潘姆是阿仙奴25人歐洲冠軍聯賽名單其中一員，故此獲得銀牌。
潘姆首場代表阿仙奴出賽的球賽是2006年11月對陣愛華頓的賽事，中場時間換替受傷的艾蒙尼亞，而唯一一場代表阿仙奴的英格蘭足球超級聯賽是2006-07賽季的最後一週比賽，對陣舊東家樸茨茅斯的賽事。
2007年，潘姆加盟屈福特，但除第一週比後，便失去了正選位置，2008年9月對陣雷丁的比賽使他肩膀脫臼，雖然之後能回到訓練場，但直至合約結東前都再沒有任何一場正式比賽。

## 國家隊生涯
潘姆代表愛沙尼亞出場120次。1992年對陣斯洛文尼亞是他首次代表國家隊出場，2003年11月，潘姆被愛沙尼亞足協選定為全國近50年最偉大的足球員。2009年6月10日，對陣葡萄牙是潘姆的最後一場國際比賽。

## 榮譽
新特蘭

英格蘭足球冠軍聯賽冠軍：2004-05

阿仙奴

歐洲冠軍聯賽：2005-06（亞軍）

英格蘭聯賽杯：2006-07（亞軍）

個人

1993年，1994年，1997年，1998年，2000年，2003年：年度愛沙尼亞足球先生（6）

The Jack Stamps Trophy（打比郡年度最佳球員）：99/00賽季

Order of the White Star 4星級：2010